# Paul Girot de Langlade
Pour l’article ayant un titre homophone, voir Paul Girod.
Pour l’article homonyme, voir Paul Girot de Langlade (général).
Pour les autres membres de la famille, voir Famille Girot de Langlade.
Paul Girot de Langlade est un officier militaire et un haut fonctionnaire français né le 11 août 1946 à Meilhaud (Puy-de-Dôme). Il est aussi le petit-fils du général Paul Girot de Langlade, 5e baron de Langlade, officier de la 2e DB, et est descendant de Joseph-Henri Girot de Langlade, 2e baron de Langlade. 
Après avoir été suspendu le 14 août 2009 par le ministre de l'Intérieur Brice Hortefeux de sa fonction de coordinateur local des États généraux de l'Outre-mer pour La Réunion, le temps d'une enquête sur de supposés propos racistes, il est placé d'office en position de retraite et radié du corps préfectoral le 11 septembre 2009.

## Formation
- Prytanée national militaire de la Flèche, matricule 3348C.
- École spéciale militaire de Saint-Cyr (1968-1970, promotion Souvenir de Napoléon).
- Diplômé de l’École d'état-major.

## Carrière
- 1er octobre 1969 : officier de l'armée de terre dans l'arme blindée et cavalerie. Quitte le service actif au grade de chef d'escadrons (commandant).
- 19 novembre 1984 : sous-préfet, directeur de cabinet du commissaire de la République du département de l'Ain
- 17 février 1986 : directeur de cabinet du commissaire de la République de la région Languedoc-Roussillon et du département de l'Hérault
- 15 juin 1987 : commissaire-adjoint de la République de l'arrondissement d'Ussel
- 28 juillet 1991 : sous-préfet hors cadre, secrétaire général des Îles Wallis-et-Futuna (mobilité)
- 1er janvier 1993 : sous-préfet de Brive-la-Gaillarde
- 19 février 1996 : préfet de la Corrèze
- 20 octobre 1999 : préfet de la Savoie
- 31 juillet 2002 : préfet de Vaucluse
- 7 juillet 2004 : préfet de la région Guadeloupe, préfet de Guadeloupe
- 23 mai 2006 : préfet d'Indre-et-Loire
- 4 juin 2009 : coordinateur local pour l'île de la Réunion des États généraux de l'Outre-mer
- 11 septembre 2009 : mis d'office à la retraite et radié du corps des préfets.

## Controverses et affaires judiciaires

### Vaucluse
Paul Girot de Langlade fait l'objet d'une première controverse en octobre 2002, à la suite de propos tenus sur les gens du voyage, alors qu'il est préfet de Vaucluse. Ces propos, tenus devant une caméra et diffusés à la télévision, lui valent d'être publiquement désavoué par le ministre de l'Intérieur Nicolas Sarkozy et d'être mis en examen pour « diffamation publique envers un groupe de personnes en raison de leur origine ou leur appartenance ou non-appartenance à une ethnie, une nation ou une race », à la suite d'une plainte du MRAP et de SOS Racisme. La juge rendra finalement un non-lieu.

### Indre-et-Loire
Le 23 novembre 2006, alors qu'il est préfet d'Indre-et-Loire, La Nouvelle République du Centre-Ouest publie dans son édition papier et en ligne une interview lui prêtant certains propos quant aux gens du voyages : « il y en a trop sur le département. On a été trop laxiste pendant trop longtemps… Chacun sait que quand ils arrivent quelque part, il y a de la délinquance ». Parallèlement, le journal fait un article sur le sujet dans son blog, pour que les internautes laissent des commentaires.
Le MRAP porte plainte, et le 13 septembre 2007, Paul Girot de Langlade est condamné en première instance par la 17e chambre du Tribunal correctionnel de Paris à 2 000 euros d'amende pour « provocation à la discrimination à raison de l'origine ». À la suite de cette condamnation, il est mis « hors cadre » (c'est-à-dire préfet sans affectation à un territoire) et remplacé par Patrick Subrémon.
Parallèlement, Olivier Saint-Cricq, directeur de la Nouvelle République, est poursuivi pour des commentaires déposés par des internautes sur le blog du journal quant à cette affaire, la citation à comparaître le présentant comme « complice » des délits dont le préfet est suspecté. En tant que responsable légal du blog, il est condamné à une amende de 1 000 euros avec sursis et à un euro symbolique de dommages-intérêts au MRAP.
Interjetant appel, Paul Girot de Langlade reçoit le soutien d'un très grand nombre de personnes dont l'ensemble des élus de droite et socialistes d'Indre-et-Loire et d'une grande majorité des élus des départements dont il a eu la charge. Une pétition avec près de 2 000 signatures est remise fin 2007 au Président de la République par Yves Dauge (PS) et Philippe Briand (UMP), parlementaires d'Indre-et-Loire
Il est finalement relaxé de toutes les charges pesant à son encontre par un arrêt de la 11e chambre de la Cour d'appel de Paris le 25 juin 2008. L'arrêt de la Cour d'appel  a été confirmé par la Cour de Cassation en novembre 2009.

### Orly
Le 31 juillet 2009, à l'aéroport d'Orly, il aurait déclaré à une employée de sûreté de la société Securitas : « on se croirait en Afrique ici » . Le 4 août il fait l'objet d'une plainte de la part de l'agent de sûreté d'Orly. Une enquête pour «injures publiques à caractère raciale» est ouverte par le parquet de Créteil le 11 août 2009. Il est immédiatement suspendu par le ministre de l'Intérieur Brice Hortefeux de ses fonctions de « coordinateur local des États généraux de l'Outre-mer pour l'île de la Réunion ». 
Il affirme le 15 août 2009 sur France Inter : « Les comportements et les propos qu'on me fait tenir dans les médias depuis deux jours ne sont pas les miens et ne reflètent pas la réalité. Je n'ai toujours pas eu connaissance d'une plainte et je ne vois pas ce qu'on peut me reprocher », «Je m'étonne que des propos qui n'ont jamais été tenus soient véhiculés sans vérification approfondie», «L'hôtesse d'Air France qui m'accompagnait pour le transit entre deux avions était indignée elle-même par le comportement de l'agent de sécurité et m'a présenté des excuses au nom de sa compagnie», «Je leur ai dit dépêchez-vous, de façon agressive, certes, mais c'est tout ce que je leur ai dit», «Il s'agit sans doute, pour moi, d'une manipulation en lien avec les deux procès qui ont été engagés à mon encontre par le MRAP, pour lesquels je vous rappelle il a été débouté à deux reprises». L'hôtesse d'Air France confirme effectivement la version de Paul Girot de Langlade.
Le 27 août, Paul Girot de Langlade, dans un entretien au Parisien, estime que Brice Hortefeux a pu saisir l'occasion de cette affaire pour se donner, après son passage controversé au ministère de l'Immigration, le bénéfice d'une posture non-raciste. Dans ce même entretien, Paul Girot de Langlade a estimé que le ministre a fait peu de cas du principe de la présomption d'innocence car il n'a pas attendu la décision judiciaire pour le suspendre de ses fonctions. 
En réaction à ces sanctions un comité de soutien est créé pour défendre Paul Girot de Langlade.
Sur le plan judiciaire, il est condamné en juillet 2010 pour injures raciales à 1 500 euros d'amende par le tribunal correctionnel de Créteil. Le procès en appel devant la Cour de Paris a lieu en juin 2011 et acte sa condamnation définitive tout en allégeant la sanction prononcée en première instance. 
Par ailleurs, le 16 février 2011, le président du MRAP, Mouloud Aounit, a été condamné pour avoir porté atteinte à la présomption d'innocence de l'ancien préfet Paul Girot de Langlade.
Sur le plan de la justice administrative, dans son arrêt du 24 septembre 2010, le Conseil d'État considère que Paul Girot de Langlade « a manqué aux obligations particulières de réserve et de loyauté auxquelles il était tenu en sa qualité de préfet [et] que ces faits étaient de nature à justifier une sanction disciplinaire », confirmant ainsi que la sanction de mise à la retraite d’office et de radiation du corps des préfets n’était pas disproportionnée.

## Récompenses et distinctions

### Décorations
- Chevalier de la Légion d'honneur. Il est fait chevalier le 28 mars 1997[20].
- Commandeur de l'ordre national du Mérite. Il est fait chevalier le 14 février 1986, promu officier le 24 juin 1993[21], puis commandeur le 14 novembre 2005[22].
- Chevalier de l'ordre des Palmes académiques
- Chevalier de l'ordre du Mérite agricole